# Magneuptychia junia
Magneuptychia junia är en fjärilsart som beskrevs av Pieter Cramer 1782. Magneuptychia junia ingår i släktet Magneuptychia och familjen praktfjärilar. Inga underarter finns listade i Catalogue of Life.